# Hieracium leucograptum
Hieracium leucograptum es una especie de planta con flor del género Hieracium, de la familia Asteraceae, orden Asterales.

## Distribución
Hieracium leucograptum se distribuye por las Islas Feroe y Noruega.

## Taxonomía
Fue descrita científicamente por Dahlst.
Tratamiento taxonómico
La especie aparece registrada en una sección de la publicación Bot. Færöes.